# Caralluma bicolor
Caralluma bicolor är en oleanderväxtart som beskrevs av V.S.Ramach., S.Joseph, H.A.John och Sofiya. Caralluma bicolor ingår i släktet Caralluma och familjen oleanderväxter. Inga underarter finns listade i Catalogue of Life.